# Collège mariste de Québec
Le Collège mariste de Québec ou anciennement le Séminaire des Pères Maristes (SPM), un établissement d'enseignement privé et de tradition catholique pour garçons et filles, est situé sur les hauteurs de Sillery (Québec) dans un environnement naturel, propice aux études et aux activités scolaires. Il était dirigé par une équipe composée de pères maristes et de laïcs. L'institution est reconnue d'intérêt public par le Ministère de l'Éducation, de l'Enseignement supérieur et de la Recherche et dispense les cours exigés par le régime pédagogique du Ministère.

## Histoire
C'est en 1929 que les pères Maristes ont fondé un juvénat sur l'ancien Domaine de Beauvoir. Cette année-là, dix-neuf élèves sont inscrits, sous le supériorat du Révérend père W. Dauphin. Il s'agissait alors d'un cours classique ouvert seulement aux garçons, pour les diriger vers la prêtrise. Établie d'abord comme école apostolique, le Séminaire élargissait ses objectifs et s'ouvrait plus largement au public au milieu des années 1960. En 1986, les changements sociaux et l'évolution de sa clientèle amenaient l'école à fermer le pensionnat et à n'accepter que des élèves externes. À l'automne 1990, toutes les années du secondaire deviennent ouvertes aux filles comme aux garçons. En juin 2002, le séminaire inaugure un nouveau pavillon qui lui permet de mieux répondre aux besoins, en se dotant d’infrastructures spécifiques pour les arts plastiques, la musique et la production artistique. En 2004, de nouveaux espaces sont aménagés avec la réfection de la façade du bâtiment principal. Puis, en mai 2007, l’ajout d’un deuxième gymnase et d'une salle d'entraînement vient réaffirmer la place accordée aux sports et la santé au sein du Séminaire.
Pendant toute l’histoire de l’établissement, l’accompagnement spirituel pour ceux qui le souhaitent, tout comme le développement de l’empathie avec des projets humanitaires ont été assurés par la présence des responsables de la pastorale. Dans les terrains de l’école, on y trouve aussi la maison provinciale des pères Maristes, la maison Saint-Joseph (ancienne Villa Beauvoir) et une statue de la Vierge Marie, patronne du collège. Depuis le 19 février 2018, la direction générale de l'établissement est assumée par monsieur François Sylvain. En 2022, la Corporation des Pères Maristes a transferé la totalité des pouvoirs et des responsabilités directives à une équipe laïque, afin de poursuivre l’œuvre d’éducation de l'école secondaire. Pour marquer ce changement, le Séminaire des Pères Maristes, a changé de nom pour devenir le Collège mariste de Québec. De plus, le logo traditionnel a été légèrement modifié pour être en harmonie avec le nouveau nom.